# ۷۷۹ (قمری)
۷۷۹ (قمری)، هفتصد و هفتاد و نهمین سال در گاهشماری هجری قمری است. اول محرم این سال برابر با هجدهم مه سال ۱۳۷۷ میلادی است.